# يهوهية

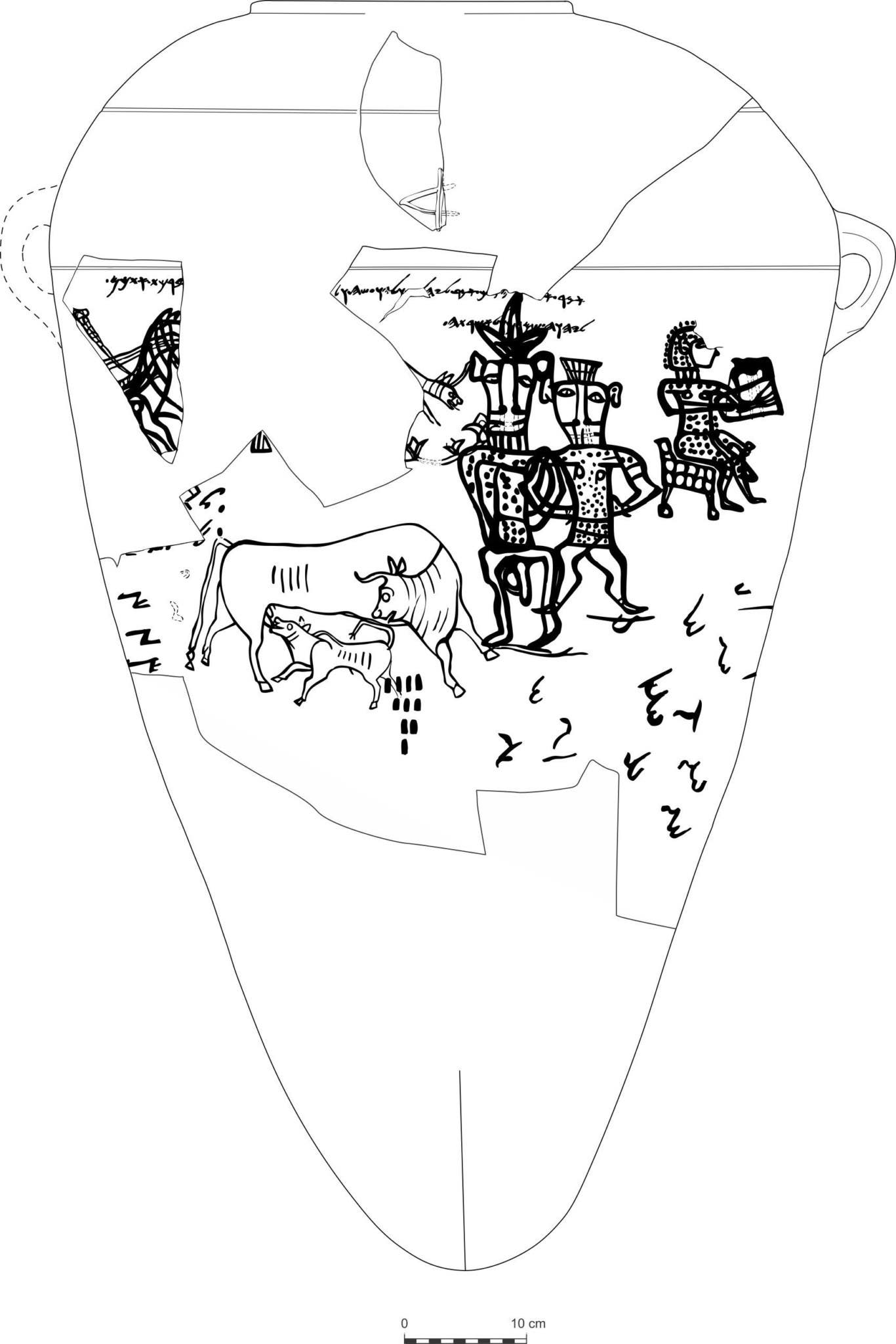

كانت اليهوهية هي العبادة التوحيدية في المملكتين الإسرائيليتين القديمتين يهوذا وإسرائيل (السامرية أو الشمالية)، وفيها أن يهوه إله من آلهة وإلهات كثيرين في مجمع الآلهة الكنعانية، ودُعي الجزء الجنوبي من أرض كنعان بعد ذلك: أرض إسرائيل.  تطورت اليهوهية من تعدد الآلهة الكنعاني، وهو ما جعلها المرحلة البدائية لليهودية في رحلة تطور اليهودية إلى دين توحيدي خالص (لا يقر إلى بإله واحد).
ومع أن اليهودية الحديثة واليهوهية الحديثة كلاهما يشير إلى تقديس يهوه، فإن الفرق بين نظامي الاعتقاد واضح جدًّا. خلافًا للأديان التي تفرعت عنها، كانت اليهوهية تتسم بالإقرار بعدة آلهة ولكنها لا تعبد إلا يهوه، إله أمة إسرائيل، مع إقرارها في نفس الوقت بالآلهة السامية القديمة، أو بعبارة أدق بالآلهة الكنعانية التي جاء منها يهوه، مثل بعل ومولوخ وعشيرة وعشتروت.
لا يتّضح التحول من اليهوهية المقرة بالآلهة إلى اليهودية التوحيدية اتضاحًا دقيقًا، ولكن الظاهر أن الأمر بدأ بتعديلات دينية أصولية كالتي في وصايا إيليا وإصلاحات حزقيا ويوشيا، تم هذا التحول مع انتهاء السبي البابلي، وعندها أصبح يهوه إله الكون الوحيد عند غالبية الشعب اليهودي.

## التاريخ
مع أن العهد القديم (أو الكتاب العبري) يوحي بأن العبادة اليهودية كانت دائمًا توحيدية، فإن الأمر لم يكن بهذه البساطة. تشير السجلات الآثارية من بلاد الشام من أزمنة الكتاب المقدس (أي العصر البرونزي والعصر الحديدي الثاني) أن الإسرائيليين أو على الأقل المجموعات الكنعانية التي جاؤوا منها، كانوا مقرين بتعدد الآلهة، مع توحيد العبادة. ويغلب الظن بأن المجموعة الكنعانية التي نشأ منها الإسرائيليون كانت تعبد مجمع الآلهة الكنعاني، ومن أعضائه الإله الكنعاني الأعلى: إل.
وليس من الواضح كيف أو أين ظهر يهوه في بلاد الشام، وحتى إن اسمه نفسه محل حيرة. وحتى تاريخ ظهوره بالتحديد غير واضح، وإن اسم إسرائيل دخل السجلات التاريخية أول مرة في القرن الثالث عشر قبل الميلاد في لوحة مرنبتاح، ومع أن عبادة يهوه مرتبطة بأوائل القرن الحادي عشر قبل الميلاد، فإنه ما من ذكر ولا دليل على اسم يهوه، ولا أصله ولا صفاته، إلا بعد خمسمئة عام، في نقش ميشع (في القرن التاسع قبل الميلاد). تقول الفرضية المدينية، وتستدل بعدة آيات من الكتاب المقدس، إن يهوه كان إلها مدينيًّا عرفه الإسرائيليون بطريقة تشبه الطريقة التي تواصل بها موسى وشعيب، ثم حمله الإسرائيلية ت إلى الشمال إلى الأرض التي سكنوها. بغض النظر عن هذا، لم يظهر المجتمع الإسرائيلي كمجتمع مستقل عن الكنعانيين إلا عندما أصبح يهوه إلهًا فوق كل الآلهة عند الإسرائيليين. ولكن هذا لم يمنعهم من عبادة الآلهة الأخرى، لأن الأدلة واضحة على أن يهوه كان يُعبَد إلى جانب عدد من الآلهة الأخرى. يظهر هذا الأمر في الروايات الكتابية وخارج الروايات الكتابية، ولكن على اختلافات واضحة. فالكتاب المقدس يشير وضوحًا إلى أن يهوه كان يُعبَد إلى جانب آلهة أخرى، ولكنه يرى هذا هرطقة -وهو لم يكن كذلك في وقته- ويرفض أن يقرّ بوجود هذا التقليد قبل تأسيس الظروف الموصوفة. تقول رواية الكتاب المقدس عن المراحل المؤسسة لليهودية أن يهوه نشأ في أيام إبراهيم وموسى وغيرهما، فيخالف القصة التاريخية، ولا يشير إلى العبادة غير التوحيدية ليهوه إلا في فترة الأنبياء مثل إيليا، عندما كانت اليهوهية في تراجع مقابل اليهودية. عُبد يهوه إلى جانب الآلهة الكنعانية قرونًا عددا، لكن لم يبلغ أحدٌ منهم مكانته العالية. في العصر الحديدي، كان يهوه الإله الوطني في الممالك  الإسرائيلية. في الفترة القبلية المبكرة، كان لكل قبيلة من القبائل إله خاص بها، ولكن عندما تأسس المُلك، نشرت المملكة يهوه وجعلته الإله المملكي، الذي يعلو كل الآلهة الأخرى.
كانت إسرائيل قبل السبي متعددة الآلهة مثل جيرانها، أما التوحيد الإسرائيلي فكان نتيجة ظروف تاريخية خاصة. في فترة من التوفيق بين المعتقدات، أصبح مقبولًا بين الأمة الإسرائيلية أن الإله الكنعاني إل هو نفسه يهوه. كان هذا بداية نهاية اليهوهية وبداية نشوء اليهودية. ولا شك أن هذه الفكرة أصبحت شائعة في دين اليهود، واعتُبر بعد ذلك أن إل لم يكن إلا يهوه، كما في سفر الخروج 6:2-3:
|   | النص العبري                                | النقحرة                                        | الترجمة العربية                                                           |
| 1 | וַיְדַבֵּר אֱלֹהִים, אֶל-מֹשֶׁה; וַיֹּאמֶר אֵלָיו, אֲנִי יְהוָה. | ويدبر إلوهيم إل موشيه ويومر إلاو: أني يهوه     | ثُمَّ كَلَّمَ اللهُ (إلوهيم) مُوسَى وَقَالَ لَهُ: «أَنَا الرَّبُّ.                             |
| 2 | וָאֵרָא, אֶל-אַבְרָהָם אֶל-יִצְחָק וְאֶל-יַעֲקֹב—בְּאֵל שַׁדָּי.   | وإيرا إل أبراهام إل يسحق وإل يعقوب با إل شاداي | وَأَنَا ظَهَرْتُ لإِبْرَاهِيمَ وَإِسْحَاقَ وَيَعْقُوبَ بِأَنِّي الإِلهُ الْقَادِرُ عَلَى كُلِّ شَيْءٍ (إل شاداي). |
| 3 | וּשְׁמִי יְהוָה, לֹא נוֹדַעְתִּי לָהֶם.                  | وسمي يهوه لو دوبعتي لهم                        | وَأَمَّا بِاسْمِي «يَهْوَهْ» فَلَمْ أُعْرَفْ عِنْدَهُمْ.                                         |

بعد القرن التاسع قبل الميلاد، حلّت الدول الوطنية محل الممالك الصغية والقبائل في العصر الحديدي الأول. في كل مملكة كان الملك هو القائد الديني الوطني أي خليفة الإله الوطني على الأرض. في القدس كان هذا يظهر كل عام عندما يشرف الملك على احتفال ديني يتوّج فيه يهوه في المعبد المقدس. يعطي الكتاب العبري الانطباع بأن معبد القدس كان دائمًا المعبد المركزي أو الوحيد ليهوه، ولكن هذا الأمر غير صحيح. أقدم دار عبادة يهودي كان في القرن الثاني عشر معبدًا في الهواء الطلق في السامرية وفيه بقايا تمثال ثور، وهي من الإله «إل الثور» (أي إل في هيئة الثور) ووجدت بقايا تاريخية من معابد أخرى في دان على الحدود الإسرائيلية الشمالية وفي تل عراد في النقب وفي بئر السبع، وهي كلها من مناطق يهوذا. كانت شيلوه وبيت إل والجلجال وميزباه ورامة ودان كلها مواقع كبيرة للاحتفالات الدينية والقرابين والعهود والشعائر الخاصة والبتّ في الأحكام القضائية. 
اقترب سقوط اليهوهية ونشوء اليهودية عندما شعر النبيون بنشوء أصنام جديدة وشعائر جديدة. كانت جهود الملكين العبريين حزقيا ويوشيا منصبّة على التخلص من عبادة أي إله سوى يهوه، ولكن جهودهما عكستها جهود خلفائهما الذين فضلوا اليهوهية التي كانت شائعة.
بدأ إفراد يهوه بالعبادة على الأقل في عهد إيليا في القرن التاسع قبل الميلاد، وعلى الأكثر في عهد هوشيا في القرن الثامن، ولكن حتى في ذلك الوقت، كان هذا الأمر مقتصرًا على فرقة قصيرة قبل أن يكون لها اليه العليا في فترة السبي وما بعد السبي. كان أول الداعمين لهذه الحركة يريدون إفراد يهوه بالعبادة لا إفراده بالوجود، فهم يؤمنون بأن آلهة أخرى غير يهوه كانت موجودة، ولكنهم يؤمنون أن يهوه هو الإله الوحيد الذي ينبغي لإسرائيل أن تعبده، وهو تحول واضح عن الاعتقادات التقليدية الإسرائيلية. ولم ينتقل أتباع يهوه إلى رفض وجود الآلهة الأخرى سوى يهوه إلا بعد أزمة السبي، وهكذا تحولوا من إفراد العبادة إلى إفراد الوجود، من اليهوهية إلى اليهودية.